# Pseudocrocodillicola americanense
Pseudocrocodillicola americanense är en plattmaskart. Pseudocrocodillicola americanense ingår i släktet Pseudocrocodillicola och familjen Protrodiplostomatidae. Inga underarter finns listade i Catalogue of Life.